# Tagebau Lohsa

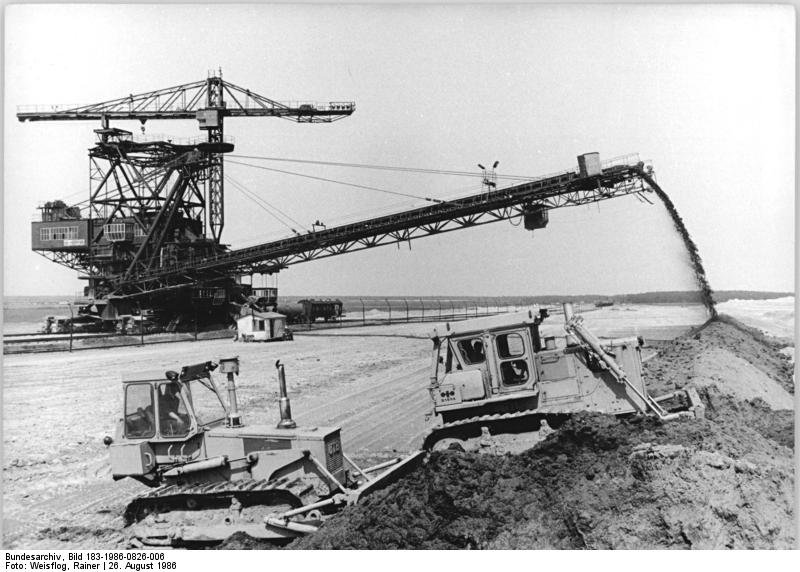
Tagebau Lohsa, Rekultivierungsarbeiten, 1986

Der Tagebau Lohsa, obersorbisch Łazowska jama, war ein Braunkohletagebau im Lausitzer Braunkohlerevier nordöstlich des namensgebenden Ortes Lohsa in der nördlichen Oberlausitz. Im Tagebau Lohsa wurden 14 Mio. t Rohbraunkohle gefördert. Hier befindet sich das im Jahr 2013 vollständig geflutete Speicherbecken Lohsa II.

## Geschichte
Westlich von Lohsa begannen 1913 die Arbeiten zum Aufschluss des Tagebaus Werminghoff I der Eintracht AG, der seine Kohleförderung kriegsbedingt erst 1917 aufnahm. Nach der Auskohlung 1945 füllte sich das Tagebaurestloch zum Knappensee. Zwischen dem Tagebau Werminghoff I und der Ortschaft Lohsa begann 1933 der Aufschluss des Tagebaus Werminghoff II (später Glückauf II). Bis zu seiner Auskohlung im Jahr 1960 wurden 53 Mio. Tonnen Braunkohle gefördert. Aus seinen beiden Restlöchern ernstanden Mortka-See und Silbersee.
Bereits 1942 begann – nunmehr durch die Anhaltischen Kohlenwerke AG – die Fortführung östlich von Lohsa mit dem Aufschluss des Tagebaus Werminghoff III, wofür bis 1944 die Kleine Spree verlegt wurde. Die Benennung nach dem Großindustriellen Joseph Werminghoff passte nach 1945 nicht in die Leitlinien der neuen kommunistischen Führung, aus dem Tagebau Werminghoff III wurde daher der Tagebau Lohsa. Von 1950 bis 1984 wurden ca. 1,2 Mrd. m³ Abraum und 300 Mio. t Kohle gefördert. Das Maximum wurde im Jahr 1963 erreicht.
Im Zuge der Rekultivierung der Bergbaufolgelandschaft begann am 14. August 1997 die Flutung des nordöstlich von Lohsa gelegenen Tagebaurestlochs durch die Lausitzer und Mitteldeutsche Bergbau-Verwaltungsgesellschaft (LMBV) mit Spreewasser. Der See hat inzwischen eine Fläche von etwa zehn km² und ein Speichervolumen von 97 Millionen m³ Wasser. Damit ist er einer der größeren Seen des Lausitzer Seenlands. Den östlich von Lohsa gelegenen Aufschlussbereich, zwischenzeitlich eine Kippenfläche, wandelte die LMBV in vier Fischteiche um. Nach dem Dorf Ratzen, das sich an der Stelle des nordöstlichen Teichs befand, werden sie auch Ratzener Teiche genannt.

## Wirtschaft
Besonders die Gemeinde Lohsa wurde vom Braunkohletagebau geprägt wie kaum eine andere der Region und ihre Landschaft zum großen Teil umgestaltet. Der Tagebau und dessen wirtschaftliches Umfeld beschäftigte große Teile der Bevölkerung. Die Hauptabnehmer der Rohbraunkohle waren zunächst die Brikettfabrik Werminghoff (Knappenrode), später dann die Kraftwerke Boxberg, Hagenwerder und Schwarze Pumpe sowie die dortige Braunkohleveredlung.
Für die Anhaltischen Kohlenwerke sowie für die Knappenroder Brikettfabrik war der Tagebau entscheidend.

## Ortsabbrüche
Es erfolgten Ortsinanspruchnahmen von Neu-Lohsa, Neida, Ratzen mit den Ortsteilen Geißlitz, Dreiweibern, Kolpen sowie Lippen.